# Saratov
|  | For dampskibet af samme navn, se Saratov (dampskib) |
Saratov (russisk: Саратов, tr. Saratov) er en by i Saratov oblast, Volgas føderale distrikt i den sydvestlige del af Den Russiske Føderation ved floden Volga. Byen er administrativt center i oblasten og har 838.042 (2020) indbyggere. Saratov blev grundlagt 1590 .

## Etymologi
Navnet Saratov er muligvis afledt af det tyrkiske ord "Saryk Atov", der betyder "høgenes ø". En anden version af navnets oprindelse kan være "Sary Tau" (Сары Тау), der betyder det "gule bjerg" på tatarisk.

## Geografi
Saratov ligger i den europæiske del af Rusland. Byen ligger på kanten af Volgaplateauet og strækker sig til bredden af Volga. Centret ligger i nærheden af Volgabredden. Volga er her omkring tre km bred og krydses nær byens centrum af Saratovbroen.

### Klima
Klimaet i Saratov er tempereret fastlandsklima. Den gennemsnitlige årlige temperatur er +6,7 °C. Den koldeste måned er januar med en gennemsnitstemperatur på -8,6 °C, den varmeste måned er juli med en gennemsnitstemperatur på + 22,1 °C. Den gennemsnitlig årlige nedbør er 510 mm.

## Erhverv og Uddannelse
Saratov ligger i et frugtbart område og har levnedsmiddelindustri. Dertil findes maskinbyggeri, kemi- og olieindustri. På grund af Saratovs historie findes mange tysk/russiske joint ventures. Der findes international lufthavn, hovedveje, jernbane og faciliteter til flodtransport.
I Saratov findes adskillige uddannelsesinstitutioner herunder:
- Saratov Stats Universitet.
- Nikolaj Vavilov Agraruniversitet.
- Teknisk Universitet.
- Filial af Moskva Handelsuniversitet.
- Konservatorium.

## Kultur og Seværdigheder
Saratov blev ikke ødelagt under 2. verdenskrig og har derfor mange maleriske kvarterer i centrum. Her findes eksempler på mange stilarter bl.a. jugendstil med f.eks. "Villa Reinike" af Fjodor Schechtel og Uliza Nemezskaja i "tyskergaden". Langs Volgafloden er der promenader og udsigtspunker over landskabet og byen.
Saratov er hjemsted for en opera fra 1803, et arkæologisk museum fra 1886 i en smuk klassicistisk stil og det berømte Raditsjev Museum, der rummer en stor samling ikoner og værker af mange russiske kunstnere: Pavel Kuznetsov, Aleksandra Ekster, Aristarkh Lentulov, Robert Falk, Pjotr Konchalovsky, Fjodor Rokotov og Martiros Saryan.